# سیارک ۱۲۵۹۳
سیارک ۱۲۵۹۳ (به انگلیسی: 12593 Shashlov، نامگذاری:1999RQ136) دوازده هزار و پانصد و نود و سومین سیارک کشف شده‌است که در ۹ سپتامبر ۱۹۹۹ کشف شد.
قدر مطلق سیارک برابر ۱۶.۲ است.